# Pietro Algeri
Pietro Algeri (* 2. Oktober 1950 in Torre de’ Roveri) ist ein ehemaliger italienischer Radrennfahrer und ehemaliger Sportlicher Leiter.

## Sportliche Laufbahn
1969 wurde Pietro Algeri in Antwerpen Vize-Weltmeister in der Mannschaftsverfolgung, gemeinsam mit Antonio Castello, Giorgio Morbiato und Giacomo Bazzan. 1971 errang er mit dem italienischen Bahn-Vierer (Bazzan, Luciano Borgognoni, Morbiato) in Varese den Weltmeistertitel. Bei den Olympischen Sommerspielen 1972 erreichte der favorisierte Bahn-Vierer mit Algeri in der Mannschaftsverfolgung nur Rang neun. Das Rennen Giro delle Tre Provincie gewann er 1969. 1973 gewann er die Trofeo Papà Cervi.
1974 wurde Algeri Profi. Im Jahr darauf wurde er italienischer Meister in der Einerverfolgung, 1977 und 1979 im Steherrennen. Bei den UCI-Bahn-Weltmeisterschaften 1977 im venezolanischen  San Cristóbal belegte er den dritten Platz im Steherrennen. Er startete auch bei 42 Sechstagerennen, von denen er zwei gewann, 1979 und 1980 in Montreal, jeweils gemeinsam mit Willy De Bosscher. Auf der Straße konnte er keine Erfolge erzielen.

## Berufliches
1982 trat Pietro Algeri vom aktiven Radsport zurück und war seitdem als Sportlicher Leiter verschiedener Teams, u. a. bei Del Tongo, beim Team Lampre oder bei Saunier Duval tätig.

## Persönliches
Pietro Algeri ist der ältere Bruder des ehemaligen Radrennfahrers Vittorio Algeri.